# Plantar Portugal
O Movimento Plantar Portugal (ou simplesmente Plantar Portugal) é um movimento de cidadania activa que tem como objectivo motivar voluntários com vista à conservação da natureza para o uso racional dos recursos naturais e para a alteração de comportamentos e atitudes, que tendencialmente reprimem os bens essenciais à vida humana e do planeta, para tal, desenvolve iniciativas de âmbito nacional que promovem o reflorestamento e a agricultura biológica, projectos levados a cabo por voluntários, apoiados por instituições governamentais, associações, escolas e municípios.
O movimento instituiu a Semana da Reflorestação Nacional, uma iniciativa que decorre todos os anos no mês de Novembro, durante a semana em que se celebra o Dia da Floresta Autóctone (23 de Novembro). Segundo o movimento, pretende-se que todos os anos, durante uma semana, milhares de portugueses vão ao encontro da floresta com o objectivo de a vivenciar, proteger e plantar com respeito pela biodiversidade e pelas espécies autóctones. Em 2010 foram plantadas 109 782 árvores autóctones em todo o país ao abrigo deste projecto.
A Semana da Primavera Biológica é outro projecto de âmbito nacional promovido por este movimento, uma iniciativa que decorre todos os anos no mês de Março, aquando da entrada na Primavera, semana em que se celebra o Dia Mundial da Árvore (21 de Março). Um projecto que visa promover o bem-estar individual e colectivo, motivando a sociedade para a adopção de estilos de vida mais saudáveis, ecológicos e auto-sustentáveis.
O movimento é apoiado por mais de sessenta municípios e diversos institutos, escolas, associações e fundações, entre os quais o Instituto da Conservação da Natureza e da Biodiversidade,  Autoridade Florestal Nacional, Let’s do it World e Lusa (agência de notícias).